# The Runaways (film)

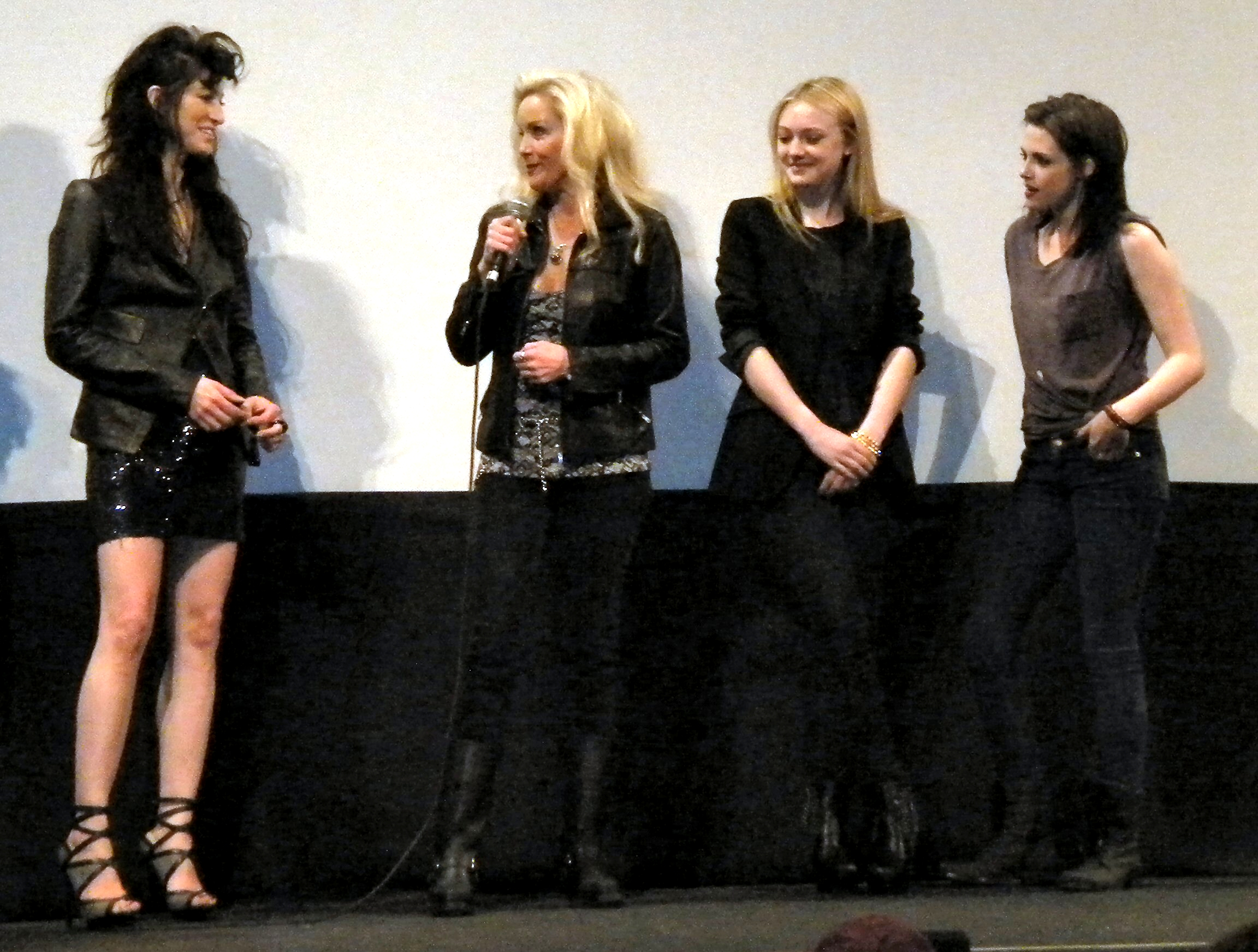
Floria Sigismondi, Cherie Currie, Dakota Fanning en Kristen Stewart

The Runaways is een Amerikaanse biografische film uit 2010 over de meidenrockgroep The Runaways. De film volgt de carrière van de band in de jaren zeventig van de 20e eeuw met gitariste Joan Jett (Kristen Stewart), zangeres Cherie Currie (Dakota Fanning) en impresario Kim Fowley (Michael Shannon). De film is geregisseerd door Floria Sigismondi, die ook het scenario schreef.

## Rolverdeling
| Acteur               | Personage     |
| -------------------- | ------------- |
| Kristen Stewart      | Joan Jett     |
| Dakota Fanning       | Cherie Currie |
| Alia Shawkat         | Robin         |
| Scout Taylor-Compton | Lita Ford     |
| Michael Shannon      | Kim Fowley    |
| Tatum O'Neal         | Marie Harmon  |
| Brett Cullen         | Donald Currie |
| Riley Keough         | Marie Currie  |
| Stella Maeve         | Sandy West    |
| Johnny Lewis         | Scottie       |
| Hannah Marks         | Tammy         |
| Masami Kosaka        |               |

## Nominaties
| Jaar | Prijs                                | Genomineerde(n)                 | Uitslag     |
| ---- | ------------------------------------ | ------------------------------- | ----------- |
| 2010 | MTV Movie Award for Global Superstar | Kristen Stewart                 | Genomineerd |
| 2010 | Teen Choice Award                    | Dakota Fanning, Kristen Stewart | Genomineerd |